# Carukiidae
Carukiidae is een familie van neteldieren uit de klasse van de Cubozoa (kubuskwallen).

## Geslachten
- Carukia Southcott, 1967
- Gerongia Gershwin & Alderslade, 2005
- Malo Gershwin, 2005
- Morbakka Gershwin, 2008